# Maria Schnee am Hiltschnerberg

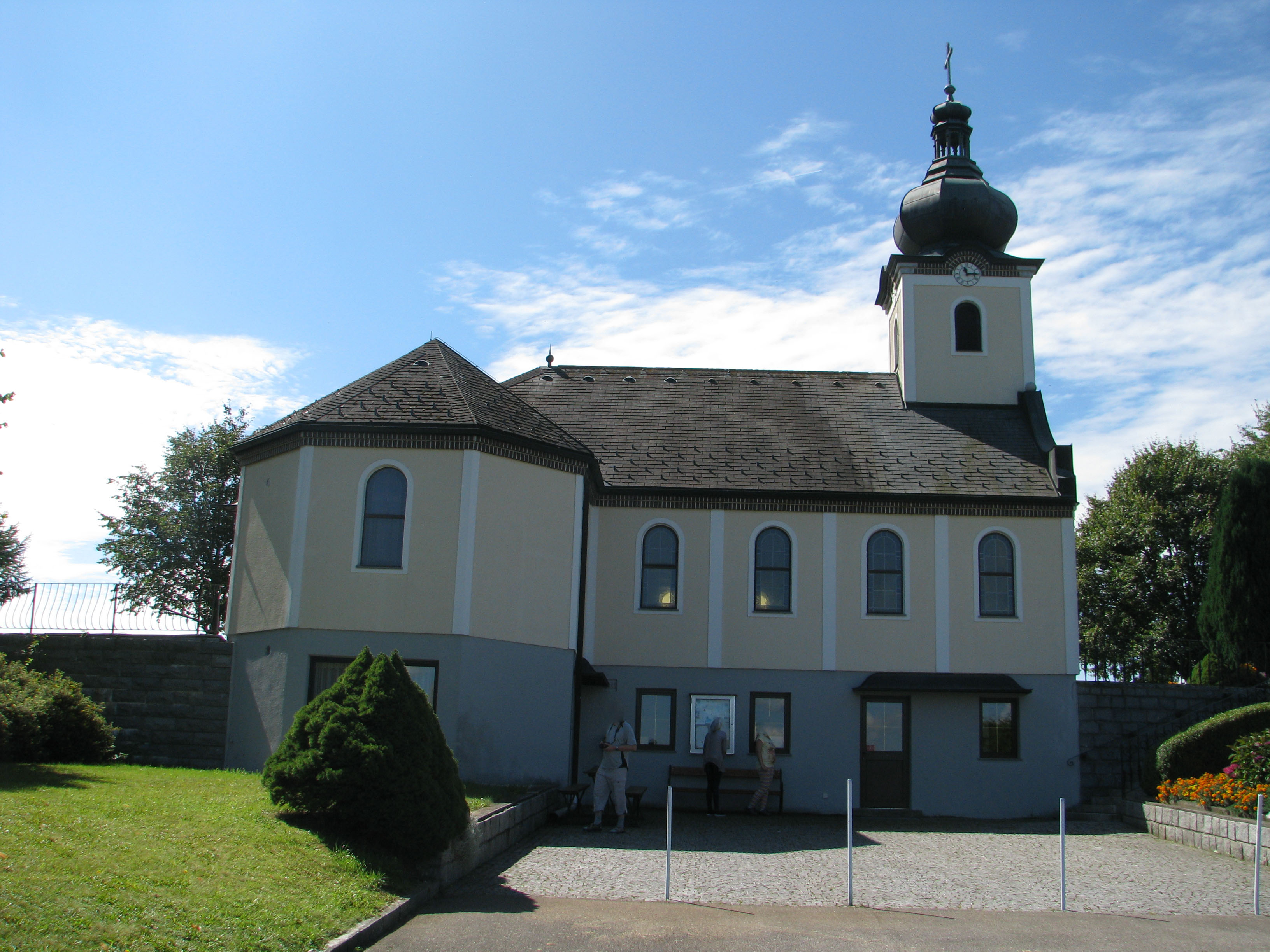
Wallfahrtskirche Maria Schnee am Hiltschnerberg

Die Wallfahrtskirche Maria Schnee am Hiltschnerberg ist eine römisch-katholische Wallfahrtskirche in der Gemeinde Leopoldschlag im Mühlviertel (Oberösterreich).

## Lage
Die Wallfahrtskirche Maria Schnee liegt östlich der B 310 zwischen Freistadt und Wullowitz in der Ortschaft Hiltschen.

## Geschichte
In Gedenken an den vielbesuchten Gnadenort Maria Schnee beim hl. Stein an der südlichen Grenze Böhmens wurde bereits 1978 von Johann und Josef Sturany mit Spendengeldern von Gläubigen und Heimatvertriebenen eine Kapelle errichtet. 1983 bis 1984 erfolgte an dieser Stelle der Bau der heutigen Kirche, die architektonisch der Maria-Schnee-Kirche in Böhmen nachempfunden ist. Die Kirche wurde vom Schlägler Abt Florian Pröll am 5. August 1984 geweiht. Von ihrem Standort am Hiltschnerberg besteht Blickkontakt zum Wallfahrtsort Maria Schnee in Tschechien.
Das Altarbild malte die Künstlerin Anna Loistl.
Jedes Jahr findet am 15. August die große Wallfahrt zur Kirche Maria Schnee am Hiltschnerberg statt.